# Teorema de Darboux
Em análise real, o teorema de Darboux, cujo nome se refere ao matemático francês Gaston Darboux, afirma que as derivadas de funções deriváveis satisfazem a propriedade dos valores intermédios: a imagem de um intervalo é novamente um intervalo.

## Enunciado
Seja I um intervalo de R e seja f uma função derivável de I em R. Então f′(I) é um intervalo de R.
Uma maneira equivalente de formular a conclusão do teorema é: se a,b ∈ I e se y ∈ R for tal que y está entre f′(a) e f′(b) (ou seja, f′(a) ≤ y ≤ f′(b) ou f′(a) ≥ y ≥ f′(b)), então existe algum c entre a e b tal que f′(c) = y.
Também se pode centrar o enunciado em f′ e não em f, ficando:
Seja I um intervalo de R e seja f uma função primitivável de I em R. Então f(I) é um intervalo de R.
Vê-se então que este teorema generaliza o teorema dos valores intermédios pois, pelo teorema fundamental do Cálculo, qualquer função contínua é primitivável. Por outro lado, há funções primitiváveis que são descontínuas. É o caso, por exemplo, da derivada da função {\displaystyle f:\mathbb {R\rightarrow \mathbb {R} } } dada por
{\displaystyle f(x)={\begin{cases}x^{2}\sin \left({\frac {1}{x}}\right),&{\text{se }}x\neq 0\ \\0,&{\text{se }}x=0.\end{cases}}}
Na verdade,
{\displaystyle f'(x)={\begin{cases}2x\sin \left({\frac {1}{x}}\right)-\cos \left({\frac {1}{x}}\right),&{\text{se }}x\neq 0\ \\0,&{\text{se }}x=0,\end{cases}}}
é descontínua em {\displaystyle x=0} por não existir o limite de {\displaystyle f'(x)} quando {\displaystyle x} tende para 0. Então {\displaystyle f'}é primitivável (e, portanto, envia intervalos em intervalos), apesar de ter uma descontinuidade na origem.

## Demonstração
Vai-se começar por fazer a demonstração no caso em que y = 0 e em que f′(a) ≥ 0 ≥ f′(b). Quer-se então provar que f′(c) = 0, para algum c entre a e b. Naturalmente, se f′(a) = 0 ou f′(b) = 0 então nada há a provar. Vai-se agora supor que f′(a) > 0 > f′(b).
Resulta de se ter f′(a) > 0 e da definição de derivada que existe algum d entre a e b tal que f(d) > f(a). Pelo mesmo argumento, que existe algum d′ entre a e b tal que f(d′) > f(b). Por outro lado, a restrição a [a,b] da função f tem um máximo em algum ponto c (pelo teorema de Weierstrass) e, pelo que foi visto, c não pode ser igual a a nem a b. Logo f′(c) = 0.
O caso em que y = 0 e em que f′(a) ≤ 0 ≤ f′(b) é análogo.
Finalmente, o caso geral resulta dos casos particulares já demonstrados aplicados à função g definida por g(x) = f(x) − y.x.

## Descontinuidades
Seja {\displaystyle f:I\rightarrow \mathbb {R} }, em que {\displaystyle I} é um intervalo aberto, a derivada de uma função {\displaystyle F:I\rightarrow \mathbb {R} } diferenciável em {\displaystyle I}. Isto é, {\displaystyle F'(x)=f(x)} para cada {\displaystyle x\in I}.
Como se viu num exemplo acima, a verificação da propriedade do valor intermédio não impede que {\displaystyle f} admita descontinuidades no intervalo {\displaystyle I}. Porém, o teorema de Darboux tem implicações imediatas no tipo de descontinuidades que {\displaystyle f} pode ter.
Notemos que este tipo de questão se põe igualmente, embora de maneira diferente, a propósito do teorema de Lebesgue na integrabilidade de uma função à Riemann num intervalo {\displaystyle [a,b]}.
Na verdade, de acordo com Walter Rudin, se {\displaystyle c\in I} for uma descontinuidade de {\displaystyle f} então necessariamente:
- I) {\displaystyle c} não é uma descontinuidade removível;

(isto é, {\textstyle f(c^{-}),f(c^{+})\in \mathbb {R} }, e {\textstyle f(c^{-})=f(c^{+})\neq f(c)}).
- II) {\displaystyle c} não é uma descontinuidade em salto;

(ou seja, {\textstyle f(c^{-}),f(c^{+})\in \mathbb {R} }, mas {\textstyle f(c^{-})\neq f(c^{+})}).
Isto significa que {\displaystyle c} tem necessariamente de ser uma descontinuidade essencial segundo a terminologia inserida por John Klippert.
Porém, outras duas situações devem igualmente ser excluídas (ver John Klippert). Deve também ter-se:
- III) {\displaystyle f(c^{+})\neq \pm \infty }.
- IV) {\displaystyle f(c^{-})\neq \pm \infty }.

Podemos então afirmar que as únicas descontinuidades admissíveis por {\displaystyle f} são as descontinuidades essenciais fundamentais, ou seja, aquelas em que pelo menos um dos limites laterais, {\displaystyle f(c^{+})} ou {\displaystyle f(c^{-})}, não existe em {\displaystyle {\overline {\mathbb {R} }}=\mathbb {R} \{\pm \infty \}}. Isto significa que se nalgum ponto {\displaystyle c\in I}, a função {\displaystyle f} possuir uma descontinuidade que não seja deste tipo, então {\displaystyle f} não é primitivável no intervalo {\displaystyle I}.